# Stilbops plementaschi
Stilbops plementaschi är en stekelart som beskrevs av Hensch 1930. Stilbops plementaschi ingår i släktet Stilbops och familjen brokparasitsteklar. Inga underarter finns listade i Catalogue of Life.